# Droite républicaine (Frankreich)

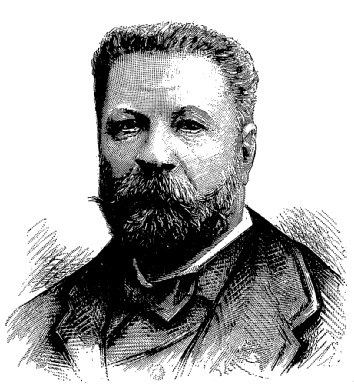
Edgar Raoul-Duval

Die Droite républicaine (Republikanische Rechte) war eine Fraktion der ralliierten Katholiken (das heißt, der Katholiken, die sich der Republik nicht verweigerten) in der Abgeordnetenkammer der Dritten Französischen Republik. Sie trat 1886 bis 1887 kurz in Erscheinung, wurde 1890 unter dem Namen Droite constitutionnelle neu gegründet, 1893 in Droite républicaine umbenannt und 1898 von den Républicains indépendants abgelöst, die 1901 die Action libérale populaire bildeten.
Bis zur Dritten Republik umfasste der Begriff droite (rechts) ausschließlich die Monarchisten (Orléanisten, Legitimisten und Bonapartisten), im Gegensatz zur gauche (links), zu der sich auch gemäßigte Republikaner wie Jules Ferry (Fraktion der Republikanischen Linken) bekannten.

## Geschichte

### Erste Gruppe 1886 bis 1887
Im August 1886 schloss sich der Abgeordnete Edgar Raoul-Duval aus dem Département Eure, ein Protestant mit bonapartistischem Hintergrund, mit seinem Kollegen Auguste Lepoutre zusammen, um unter dem Namen „Droite républicaine“ eine neue Parlamentsfraktion mit 60 bis 80 konservativen Abgeordneten zu gründen. Es handelte sich dabei um Abgeordnete, die sich von den Plänen einer dynastischen Restauration abgewandt hatten und das republikanische Regime akzeptierten, um eine liberale Politik des sozialen Ausgleichs und der religiösen Befriedung zu fördern. Es ging darum, Frieden mit der nunmehr etablierten Republik zu schließen, um besser gegen den Einfluss des antiklerikalen Radikalismus und den Vormarsch des kollektivistischen Sozialismus kämpfen zu können. Dieses Projekt sollte eine konservative Verbindung der „Zentren“ ermöglichen, d. h. die Zusammenführung der linken und rechten Gemäßigten, die sich bereits im April während der Debatten über den Bergarbeiterstreik in Decazeville angedeutet hatte: 159 monarchistische Abgeordnete unterstützten die opportunistische Regierung bei einer Interpellation der Extrême gauche (eine trotz ihres Namens eher gemäßigte Gruppe) gegen die Verhaftung der sozialistischen Journalisten Ernest Roche und Duc-Quercy.
Das Manifest und das Programm von Raoul-Duval und Lepoutre wurden am 22. August in Le Temps veröffentlicht und erhielten die Unterstützung des Direktors von Le Constitutionnel, dem ehemaligen katholischen Legitimisten Henri des Houx. Eine gleichnamige Zeitung erschien vom 14. November 1886 bis zum 13. März 1887. Es gab jedoch nur wenige Mitglieder (darunter Albert Deberly und möglicherweise Jacques Piou, Antonin Lefèvre-Pontalis und Louis Briet de Rainvilliers) und nach dem Tod von Raoul-Duval im Jahr 1887 versuchte Lepoutre vergeblich, die Gruppe wieder aufzubauen.

### Droite constitutionnelle (1890–1893) und Droite républicaine (1893–1898)
Die Initiative von Raoul-Duval hatte daher keine unmittelbaren Folgen, auch wenn mehrere konservative Abgeordnete die Regierung Rouvier vom 30. Mai 1887 unterstützten. Diese kurzlebige Erfahrung kündigte jedoch die dauerhafteren politischen Phänomene des Ralliement und des „Esprit nouveau“ an, die im letzten Jahrzehnt des 19. Jahrhunderts einen Teil der Rechten dazu veranlassten, eine konservativ-republikanische Strömung zu bilden, die der Vorläufer der heutigen Rechten und der rechten Mitte ist.
Im März 1890 verließ Jacques Piou die Union des droites und bildete mit 40 anderen Abgeordneten die Fraktion der Droite constitutionnelle, die zwischen 1893 und 1898 in Droite républicaine umbenannt wurde. Die folgenden großen Parteien der republikanischen Rechten wie die Action libérale populaire oder die Fédération républicaine übernahmen fast nie den Begriff „rechts“, der bis zum Ende des 20. Jahrhunderts nur sehr selten benutzt wurde.